# Open Zone
Een Open Zone was een plaats in China waar de regering van Peking buitenlandse handel en investeringen toelaat, maar met sterke beperkingen (in tegenstelling met de Speciale Economische Zones, waar er geen inmenging was).
In 1984 besloot Deng Xiaoping, die rond die periode de economie leidde in China, om 14 open zones/steden op te richten. Later kregen deze wel het statuut van SEZ